# Javier Lasso de la Vega y Jiménez-Placer
Javier Lasso de la Vega Jiménez-Placer (Sevilla, 12 de junio de 1892-Madrid, 3 de noviembre de 1990) fue un bibliotecario y documentalista español.

## Biografía
Trabajó como secretario en la Biblioteca Nacional para pasar, en 1932, a ser director de la Biblioteca de la Universidad Central de Madrid. Durante su etapa se mejoró la coordinación entre las bibliotecas de facultades y se avanzó en la normalización a través de un nuevo sistema de catalagación y la adopción de la Clasificación Decimal Universal, además de un mayor interés en el estudio de la biblioteconomía cristalizado en la creación del Seminario de Documentación de la Universidad Central y la creación de la Asociación de Bibliotecarios y Bibliógrafos. 
A lo largo de su vida escribió numerosas obras y artículos sobre biblioteconomía, como Cómo utilizar una biblioteca (1935) La biblioteca y el niño (1938), Cómo hacer una tesis doctoral (1975) y Técnicas de investigación y documentación (1980).